# Paratropis vulcanix
Espèce
Paratropis vulcanix est une espèce d'araignées mygalomorphes de la famille des Paratropididae.

## Distribution
Cette espèce est endémique de Colombie. Elle se rencontre sur le Nevado del Ruiz.

## Description
La femelle holotype mesure 10,06 mm.

## Systématique et taxinomie
Cette espèce a été décrite par Santos, Gomes, Almeida, de Morais et Bertani en 2025.

## Étymologie
Son nom d'espèce lui a été donné en référence au lieu de sa découverte, un volcan.

## Publication originale
- Santos, Gomes, Almeida, de Morais & Bertani, 2025 : « Three new species of Paratropis Simon, 1889 (Araneae: Mygalomorphae: Paratropididae) from Brazil and Colombia. » Journal of Arachnology, vol. 52, no 3, p. 234-250.